# Liste der Baudenkmäler in Fürth/U
Diese Liste ist eine Teilliste der Liste der Baudenkmäler in Fürth. Grundlage der Liste ist die Bayerische Denkmalliste, die auf Basis des bayerischen Denkmalschutzgesetzes vom 1. Oktober 1973 erstmals erstellt wurde und seither durch das Bayerische Landesamt für Denkmalpflege geführt und aktualisiert wird. Die folgenden Angaben ersetzen nicht die rechtsverbindliche Auskunft der Denkmalschutzbehörde.
Dieser Teil der Liste beschreibt die denkmalgeschützten Objekte in folgenden Fürther Straßen:
- Uhlandstraße
- Ullsteinstraße
- Untere Fischerstraße

## Uhlandstraße
| Lage                       | Objekt                    | Beschreibung | Akten-Nr.                | Bild |
| -------------------------- | ------------------------- | --- | ------------------------ | ---- |
| Uhlandstraße 3 (Standort)  | Villa                     | Zweigeschossiger traufseitiger Putzbau mit Sandstein- und Rohbacksteingliederungen, vorkragendem Satteldach und Turmanbau mit laternenbekröntem Zeltdach, Neurenaissance, von Adam Egerer, 1902                                              | D-5-63-000-1403 Wikidata | BW   |
| Uhlandstraße 35 (Standort) | Ehemalige Villa Löwengart | Zweigeschossiger Putzbau mit Mansardwalmdach, Stuckdekor und Zwerchhaus, an der Südseite mit Freitreppe und konvexem, viersäuligem Balkon, barockisierend, von Ludwig Ruff, 1912/13 Einfriedung, Torpfeiler und Holzlattenzaun, gleichzeitig | D-5-63-000-1404 Wikidata | BW   |

## Ullsteinstraße
| Lage                                              | Objekt                                                                                    | Beschreibung | Akten-Nr.                          | Bild |
| ------------------------------------------------- | ----------------------------------------------------------------------------------------- | --- | ---------------------------------- | ---- |
| Ullsteinstraße 3 / 5 / 7 (Standort)               | Ehemalige Stallbaracke (Gebäude Nr. 44) der Artilleriekaserne mit Depot                   | Erdgeschossiger traufseitiger Backsteinbau mit Satteldach, um 1892/93, Umbau 2002 Siehe auch Südstadtpark | D-5-63-000-1585 zugehörig Wikidata | BW   |
| Ullsteinstraße 6 (Standort)                       | Ehemaliges Dienstwohngebäude (Gebäude Nr. 38) der Alten Infanteriekaserne mit Proviantamt | Zweigeschossiger Backsteinbau mit Walmdach, um 1893; Umbau 2003 Siehe auch Dr.-Meyer-Spreckels-Straße. | D-5-63-000-1330 zugehörig Wikidata | BW   |
| Ullsteinstraße 9-45 (ungerade Nummern) (Standort) | Ehemalige Stallbaracke (Gebäude Nr. 45) der Artilleriekaserne mit Depot                   | Langgestreckter, erdgeschossiger und traufseitiger Backsteinbau mit Satteldach, durch vier giebelständige, zweigeschossige Backstein-Pavillons gegliedert, 1892/93 nach Planung von 1890, Umbau 2002 Siehe auch Südstadtpark | D-5-63-000-1585 zugehörig Wikidata | BW   |
| Ullsteinstraße 12 / 14 / 16 (Standort)            | Ehemaliges Hafermagazin (Gebäude Nr. 27) der Alten Infanteriekaserne mit Proviantamt      | Langgezogener, viergeschossiger und traufseitiger Backsteinbau mit Satteldach und Lisenengliederung, 1892/93, Umbau 2005 Siehe auch Dr.-Meyer-Spreckels-Straße.                                                              | D-5-63-000-1330 zugehörig Wikidata | BW   |
| Ullsteinstraße 18 (Standort)                      | Ehemaliges Hafermagazin (Gebäude Nr. 26) der Alten Infanteriekaserne mit Proviantamt      | Zweigeschossiger Backsteinbau mit Walmdach und Lisenengliederung, um 1893 Siehe auch Dr.-Meyer-Spreckels-Straße. | D-5-63-000-1330 zugehörig Wikidata | BW   |
| Ullsteinstraße 20-40 (gerade Nummern) (Standort)  | Ehemaliges Exerziergebäude (Gebäude Nr. 20) der Alten Infanteriekaserne mit Proviantamt   | Langgestreckter, erdgeschossiger, traufseitiger und verputzter Backsteinbau mit Satteldach und Blendgliederung, ab 1893, Umbau 2005 Siehe auch Dr.-Meyer-Spreckels-Straße.                                                   | D-5-63-000-1330 zugehörig Wikidata | BW   |

## Untere Fischerstraße
| Lage                                    | Objekt                              | Beschreibung | Akten-Nr.                | Bild                                |
| --------------------------------------- | ----------------------------------- | --- | ------------------------ | ----------------------------------- |
| Untere Fischerstraße 1 (Standort)       | Mietshaus                           | Viergeschossiger traufseitiger Rohbacksteinbau mit Satteldach, Sandsteinsockelgeschoss und -gliederung, Neurenaissance, von Georg Kißkalt, 1887/88 Bauliche Gruppe mit Untere Fischerstraße 3, Baldstraße 1-6, Gustavstraße 12/14 und Mühlstraße 1/3/5 Teil des Ensembles Altstadt | D-5-63-000-1741 Wikidata | Mietshaus                           |
| Untere Fischerstraße 3 (Standort)       | Mietshaus                           | Viergeschossiger traufseitiger Rohbacksteinbau mit Satteldach, Sandsteinsockelgeschoss und -gliederung, Neurenaissance, von Georg Kißkalt, 1887/88 Bauliche Gruppe mit Untere Fischerstraße 1, Baldstraße 1-6, Gustavstr. 12/14 und Mühlstraße 1/3/5 Teil des Ensembles Altstadt | D-5-63-000-1405 Wikidata | Mietshaus                           |
| Untere Fischerstraße 6 (Standort)       | Ehemalige Fischerei, jetzt Wohnhaus | Dreigeschossiger traufseitiger Putzbau auf Sandsteinsockel mit Satteldach, leicht abgeknickter Fassade, reich stuckierter Portalumrahmung und hölzerner Blumenkastenhängevorrichtung, Jugendstil, von Fritz Walter, bezeichnet 1908 Teil des Ensembles Altstadt. | D-5-63-000-1406 Wikidata | Ehemalige Fischerei, jetzt Wohnhaus |
| Untere Fischerstraße 7 (Standort)       | Wohnhaus                            | Dreigeschossiger traufseitiger Satteldachbau mit Sandsteinerdgeschoss, verputzten Fachwerkobergeschossen und Giebelzwerchhaus, Anfang 18. Jahrhundert Teil des Ensembles Altstadt | D-5-63-000-1407 Wikidata | Wohnhaus                            |
| Untere Fischerstraße 9 (Standort)       | Ehemaliges Fischer-Wohnhaus         | Schmaler, dreigeschossiger und traufseitiger Satteldachbau mit Sandsteinerdgeschoss, Fachwerkobergeschossen und Fachwerk-Aufzugserker, bezeichnet 1676 und 1677 Teil des Ensembles Altstadt | D-5-63-000-1408 Wikidata | Ehemaliges Fischer-Wohnhaus         |
| Untere Fischerstraße 11 / 13 (Standort) | Doppelwohnhaus                      | Dreigeschossiger traufseitiger Sandsteinquaderbau mit Satteldach, Gurtgesims und Sohlbankgesimsen, klassizistisch, Nr. 13 von Johann Michael Zink, 1831, Nr. 11 1876 in gleichen Formen von Konrad Gieß angebaut Teil des Ensembles Altstadt | D-5-63-000-1409 Wikidata | Doppelwohnhaus                      |
| Untere Fischerstraße 16 (Standort)      | Wohnhaus                            | Dreigeschossiger, traufseitiger Sandsteinquaderbau mit Satteldach und Zahnschnittfries an der Traufe, spätklassizistisch, von Friedrich Weltrich, 1847 Bauliche Einheit mit Untere Fischerstraße 18 Teil des Ensembles Altstadt. | D-5-63-000-1410 Wikidata | BW                                  |
| Untere Fischerstraße 18 (Standort)      | Wohnhaus in Ecklage                 | Dreigeschossiger Sandsteinquaderbau mit Satteldach, Ecklisenen, Sohlbankgesims, Mittelzwerchhaus und Zahnschnittfries an der Traufe, spätklassizistisch, von Friedrich Weltrich, 1847 Bauliche Einheit mit Untere Fischerstraße 16 Teil des Ensembles Altstadt | D-5-63-000-1411 Wikidata | Wohnhaus in Ecklage                 |
| Untere Fischerstraße 20 (Standort)      | Ehemaliges Färberhaus               | Dreigeschossiger, freistehender Sandsteinquaderbau mit Walmdach und Gurtgesims, klassizistisch, um 1835 Seitenflügel, ehemals Waschhaus, zweigeschossiger traufseitiger Satteldachbau mit Sandsteinerdgeschoss und verschiefertem Fachwerkobergeschoss, wohl gleichzeitig, Aufstockung von Konrad Waiz, 1853 Torpfeiler, Sandstein, wohl Mitte 19. Jahrhundert Teil des Ensembles Altstadt | D-5-63-000-1412 Wikidata | Ehemaliges Färberhaus               |